# 2628-as mellékút (Magyarország)
A 2628-as számú mellékút egy rövid, kevesebb, mint másfél kilométeres hosszúságú, négy számjegyű országos mellékút Borsod-Abaúj-Zemplén vármegyében, a Rudabányai-hegységben. Tulajdonképpen csak annyi a szerepe, hogy észak-déli irányban összekapcsol két, nagyjából kelet-nyugati irányban húzódó völgyet, illetve az azokat követő két útszakaszt.

## Nyomvonala
Kánó közigazgatási területén ágazik ki a 2607-es útból, annak a 10+350-es kilométerszelvényénél. Észak felé indul, és bár a terepviszonyok miatt jó néhány irányváltása van, rövid szakaszán nagyjából végig ezt a fő irányt követi. A 26 109-es útba torkollva ér véget, annak a 8+650-es kilométerszelvényénél, Égerszög területén. Teljes hossza, az országos közutak térképes nyilvántartását szolgáló kira.gov.hu adatbázisa szerint 1,348 kilométer.